# Herb gminy Tuszów Narodowy
Herb gminy Tuszów Narodowy – symbol gminy Tuszów Narodowy.

## Wygląd i symbolika
Herb przedstawia na tarczy w polu zielonym, symbolizującym Puszczę Sandomierską, złotą koronę, pod nią trzy srebrne gwiazdki i wężyk generalski (w Tuszowie Narodowym urodził się gen. Władysław Sikorski), otoczone złotymi kłosami zboża, nawiązujące do rolniczego charakteru gminy, a w dolnej części tarczy czarny napis „TUSZÓW NARODOWY”.